# ادی مایهوف
ادی مایهوف (به انگلیسی: Eddie Mayehoff) (زاده ۷ ژوئیهٔ ۱۹۰۹-درگذشته ۱۲ نوامبر ۱۹۹۲) بازیگر آمریکایی بود.
از فیلم‌های معروف او می‌توان به بازی در فیلم عشق اشاره کرد.